# Kazimierz Mróz
Kazimierz Mróz (ur. 18 stycznia 1891 w Jastrzębi, zm. 16 stycznia 1987 tamże) – nauczyciel, regionalista, badacz dziejów okolic Radomia i Kozienic.
Urodził się w rodzinie chłopskiej Piotra i Ewy Mrozów. Podstawowe wykształcenie odebrał w szkole w rodzinnej wsi. Następnie kształcił się w Szkole Rolniczej w Pszczelinie koło Brwinowa i Seminarium Nauczycielskim im. Konarskiego w Warszawie. Zdał maturę i zdobył uprawnienia nauczycielskie. Rozpoczął pracę nauczyciela w Kozienicach, a także w okolicznych wsiach – Cecylówce i Wólce Brzóskiej. Dokształcał się i podjął studia w Wyższej Szkoły Nauk Społecznych i Ekonomicznych w Łodzi i Wolnej Wszechnicy Polskiej w Warszawie. W 1932, kiedy to skończył Studium Pracy Społeczno-Oświatowej WWP, napisał monografię rodzinnej wsi. Ogłosił ją drukiem w 1935, za co Polska Akademia Literatury nagrodziła go Srebrnym Wawrzynem Akademickim – była to bowiem pierwsza monografia polskiej wsi. W kolejnych latach życia kontynuował pracę nauczyciela i badacza historii regionu. Publikował opracowania monograficzne i artykuły. Zbierał pamiątki i książki dotyczące regionu. Działał społecznie w rodzinnej wsi, w której po latach ponownie osiadł. W 1978 otrzymał nagrodę I stopnia im. Jana Kochanowskiego, przyznaną przez Wojewodę Radomskiego. 
Pochowany został na cmentarzu parafialnym w Jastrzębi. 

W grudniu 2003 Jego imieniem nazwano szkołę podstawową w jego rodzinnej Jastrzębi.

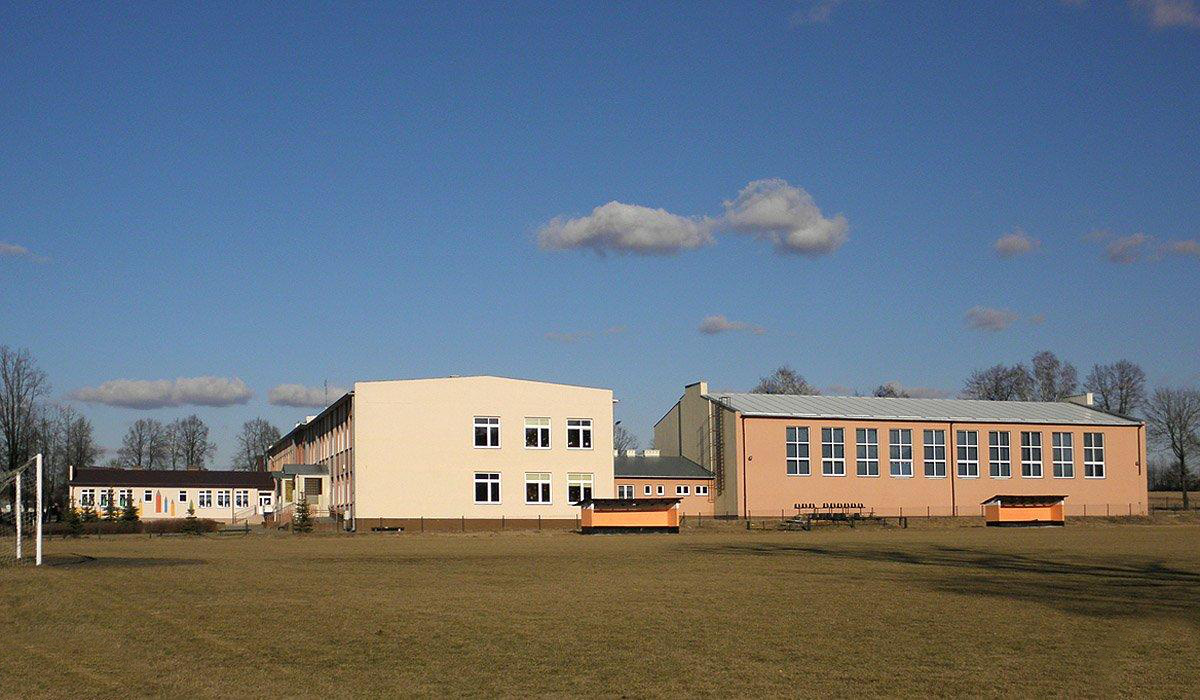
Szkoła Podstawowa im. Kazimierza Mroza w jego rodzinnej Jastrzębi

## Publikacje
- Jastrzębia – wieś powiatu radomskiego,
- Stanisławice – wieś powiatu kozienickiego - krótki zarys historyczny,
- Szkoły w Kozienicach (1602-1939),
- Ursynów 1836-1936 (studium monograficzne wsi).

## Odznaczenia
- Krzyż Kawalerski Orderu Odrodzenia Polski (1971),
- Srebrny Wawrzyn Akademicki (5 listopada 1938)[2],
- Odznaka Honorowa „Za zasługi dla województwa radomskiego”,
- Medal pamiątkowy „Bene Meriti” Radomskiego Towarzystwa Naukowego.